# Piti (langue)
Le piti ou bishi est une langue kainji parlée au Nigeria.